# Kalmo (ö i Finland, Norra Savolax, Varkaus)
Kalmo är en ö i Finland. Den ligger i sjön Saamainen och i kommunen Leppävirta i den ekonomiska regionen  Varkaus ekonomiska region  och landskapet Norra Savolax, i den centrala delen av landet, 300 km nordost om huvudstaden Helsingfors. Öns area är 0,3 hektar och dess största längd är 80 meter i nord-sydlig riktning.